# HD 215405
HD 215405，又名CD-4714320，SAO 231278、HR 8657，是一颗恒星，视星等为5.51，位于銀經346.39，銀緯-58.57，其B1900.0坐标为赤經22h 39m 46.5s，赤緯-47° -58.57′ 21″。